# Hémerá
V řecké mytologii je Hémerá (řecky Ημερα, 2. pád Hémery) bohyně jasného dne a zároveň zosobnění dne. Její jméno ostatně v řečtině znamenalo „Den“. V pozdějších dobách splývala s bohyní ranních červánků Éós.
Je dcerou bohyně noci Nykty a boha věčné tmy Ereba. Hémeřiným mužem se stal její bratr Aithér, bůh věčného jasného světla. Mezi jejich děti mohli podle některých pramenů patřit Úranos a Gaia, ačkoli u nich se většinou uvádí jiný způsob zrození. V jiných pramenech se tvrdí, že spolu Hémerá a Aithér měli pouze dceru Thalassu.
Vedle Aithéra byl dalším bratrem Hémery Cháron.
Hémerá nevystupuje v žádné báji a celkově se o ní v bájích píše jen velice málo.